# Rådmanvikbergets naturreservat
Rådmanvikbergets naturreservat är ett naturreservat i Luleå kommun i Norrbottens län.
Området är naturskyddat sedan 2020, utökat 2023, och är 60 hektar stort. Reservatet ligger sydväst om Råneå på Rådmanvikberget  och består av  tallskog med inslag av lövträd. 